# Erikas Tamašauskas
Erikas Tamašauskas (ur. 31 sierpnia 1957 w Wilnie) – litewski polityk, samorządowiec, były burmistrz Kowna, poseł na Sejm.

## Życiorys
Studiował w Kowieńskim Instytucie Medycznym, nie kończąc studiów. W 2002 został absolwentem ekonomii i zarządzania na Uniwersytecie Technicznym w Kownie.
W latach 1979–1988 pracował w przedsiębiorstwach wytwórczych i remontowych. Następnie do 1992 był zatrudniony w instytucie zajmującym się problemami energetycznymi. Przez kolejne siedem lat zajmował stanowisko dyrektora telewizji Kaunas plius TV, następnie do 2000 był dyrektorem spółki prawa handlowego "Status quo".
Od 2000 do 2008 sprawował mandat radnego Kowna. Od 1998 działał w Nowym Związku, następnie kolejno w Związku Liberałów oraz Związku Liberałów i Centrum.
W 2000 został pierwszym zastępcą mera Kowna, od lutego 2001 do czerwca 2002 sprawował urząd burmistrza tego miasta, po czym powrócił na stanowisko pierwszego zastępcy, które zajmował do 2003. W kolejnej kadencji samorządu do 2007 pełnił funkcje zastępcy mera.
W 2006 przystąpił do nowo powołanego Ruchu Liberalnego. W wyborach w 2008 z listy krajowej tego ugrupowania uzyskał mandat deputowanego na Sejm Republiki Litewskiej. 8 listopada 2011 został wybrany na wiceprzewodniczącego parlamentu. W 2012 nie uzyskał reelekcji.